# ویکتور گائورانو
ویکتور گائورانو (رومانیایی: Victor Găureanu; ۱۵ نوامبر ۱۹۶۷ – ۲۰ مهٔ ۲۰۱۷) شمشیرباز اهل رومانی بود.